# HMAS Collins (SSG 73)
Le HMAS Collins (SSG 73), (SSG : Guided Missile Submarine, Diesel-Electric ) est le leader des sous-marins de la classe Collins de la marine royale australienne. Il porte le nom du vice-amiral Sir John Augustine Collins (1899-1989), commandant du croiseur HMAS Sydney durant la Seconde Guerre mondiale et premier Australien à commander une escadre navale en 1944.
Il est stationné à la base navale de Stirling sur l'île de Garden Island près de Perth.

## Construction
La construction du Collins a commencé en février 1990 sur le chantier naval Kockums à Malmö en Suède par les deux sections les plus complexes. C'est une version améliorée de l'ancienne classe Västergötland suédoise. Les quatre autres sections et l'assemblage final furent réalisés en Australie, au port d'Adélaïde, sur le chantier naval ASC Pty Ltd (Australian Submarine Corporation) en vertu du transfert de technologie de cette conception suédoise de sous-marin de 3e génération à propulsion diesel-électrique.

## Opération navale
En mai 1997, deux groupes de six femmes marins ont été affectés au Collins et au Farncomb pour tester la faisabilité des équipages mixtes à bord d'un sous-marin. Après le succès de l'essai, onze femmes marins et une femme officier ont commencé leur formation pour prendre leur service dès 1998.
À la mi-2000, le Collins a été envoyé à Ketchikan, en Alaska pour subir des tests de bruit avec l'US Navy. Bien que des tests de bruit avaient déjà été effectués en Australie soupçonnant des bruits de fond naturels, les tests en Alaska ont confirmé les premiers résultats australiens. Les essais à basse vitesse ont montré que la classe Collins était presque indétectable à la vitesse de patrouille. En août 2000, le Collins est devenu le premier de sa classe à tirer un missile Harpoon.
Lorsque le Collins est revenu en avril 2001 au chantier naval pour un accueil de maintenance, de multiples défauts de soudage ont été trouvés dans les deux sections de proue et la tour d'évacuation des sous-marins (les deux sections construites par Kockums), alors que presque aucun problème n'a été trouvé dans la soudage des quatre sections australiennes. La réparation des soudures a immobilisé à quai le Collins quatre fois plus de temps que prévu.
En juillet 2005, lors d'une période de maintenance, des travaux ont été réalisés pour améliorer sa capacité à accueillir des forces spéciales.
En juillet 2009, lors d'exercices dans la Grande Baie australienne, deux des trois générateurs diesel sont tombés en panne, obligeant le Collins à rejoindre sa base. La cause a été considérée comme des erreurs de maintenance au cours de la dernière remise en état. De retour en service en février 2010, le Collins a été limité dans ses opérations jusqu'en mai 2010.
Pendant la première partie de 2012, le Collins a participé à de nombreux exercices navals, avant de rentrer en maintenance pour un cycle complet. Le sous-marin est prévu pour avoir une durée de vie opérationnelle d'environ 30 ans, et ne sera pas mis hors service avant 2025.